# Sugarloaf (groupe)

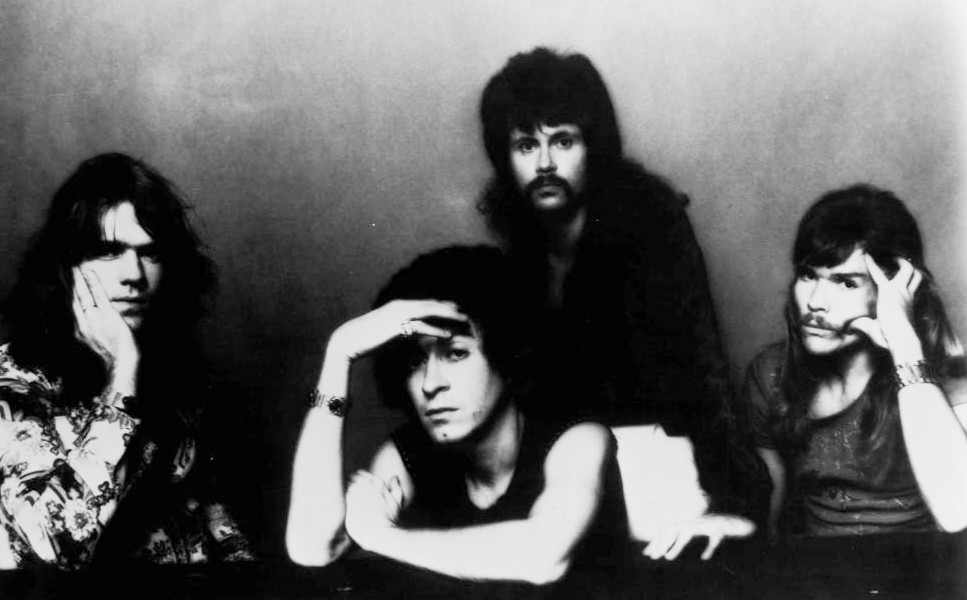
Sugarloaf en 1974

Sugarloaf est un groupe américain de rock, actif entre 1970 et 1975. Ils sont originaires de Denver, aux États-Unis.
Ils sont notamment connus pour deux chansons ayant atteint le top 10 du classement des ventes de singles aux États-Unis : Green-Eyed Lady (3e place en 1970) et Don't Call Us, We'll Call You (9e place en 1975).

## Membres
- Jerry Corbetta : chant, clavier
- Bob Webber : guitare, chant
- Bob Raymond : basse, chant
- Bob Mac Vittie : batterie
- Bob Yeazel : guitare, harmonica

## Discographie

### Albums
- Sugarloaf (Liberty Records, 1970)
- Spaceship Earth (Liberty Records, 1971)
- I Got A Song (Brut Records, 1973)
- Don't Call Us, We'll Call You (Claridge Records, 1975)
- The Best of Sugarloaf (Curb Records, 1993 #D2-77597)
- Sugarloaf/Spaceship Earth (Collectables, 1998, re-release double CD)
- Sugarloaf: Alive in America (Renaissance, 2006, live in concert)

### Singles
- 1970 : Green-Eyed Lady (en) / West Of Tomorrow
- 1971 : Tongue in cheek / Woman
- 1971 : Mother Natures Wine/ Chest Fever
- 1973 : Round and Round / Colorado Jones
- 1975 : Don't Call Us, We'll Call You / Texas Two Lane
- 1975 : Stars in my Eyes